# Galagoides thomasi
Il galagone di Thomas (Galagoides thomasi (Elliot, 1907)) è un primate strepsirrino della famiglia dei Galagidi.

## Distribuzione e habitat
La specie è diffusa in tutta l'Africa centrale, dalla Nigeria meridionale al Kenya occidentale a nord all'Angola settentrionale alla Tanzania occidentale a sud. Una popolazione isolata potrebbe vivere sul Monte Marsabit. È un tipico abitatore della foresta pluviale.

## Descrizione

### Dimensioni
Misura una trentina di centimetri, di cui metà spettano alla coda, per un peso di un centinaio di grammi.

### Aspetto
Il pelo è bruno-giallastro su tutto il corpo, coi peli del dorso rigati di nero nella parte apicale. Sulla gola presenta una mezzaluna biancastra: bianca è anche una banda che dalla fronte va alla punta del muso.

Le orecchie sono grandi e mobili indipendentemente l'una dall'altra, gli occhi sono grandi e di colore bruno scuro, le mani hanno dita allungate e dai polpastrelli rigonfi per una migliore presa sui rami.

## Biologia
Essendo considerata una sottospecie di Galagoides demidovii ed elevata al rango di specie solo di recente, non sono stati fatti studi esaurienti su questi animali: si ritiene tuttavia che le loro abitudini non differiscano molto da quelle del galagone di Demidoff.